# Малий Скнит
Мали́й Скнит — село в Україні, у Ганнопільській сільській громаді Шепетівського району Хмельницької області. Розташоване на річці Нирка (притока Жарихи). Населення становить 397 осіб. В селі 4 вулиці.

## Археологічні розвідки
На території Малого Скнита знайдено залишки поселення ранньотрипільської культури (IV тисячоліття до н.е.).

## Історія
В кінці 19 століття було там 90 домів і 522 жителів, а на початку 20 століття 167 дворів і 1344 жителі, дерев'яна церква відкрита у 1732 році, церковно-парафіяльна школа діяла з 1884 року.
У 1906 році село Довжанської волості Острозького повіту Волинської губернії. Відстань від повітового міста 30 верст, від волості 3. Дворів 107, мешканців 564.
7 (20) листопада 1917 року, відповідно до Третього Універсалу Української Центральної Ради, увійшло до складу Української Народної Республіки.
Під час Голодомору у селі від голоду померло 43 людини.
В радянські часи в Малому Скниті знаходилася центральна садиба колгоспу ім. Шевченка, за яким було закріплено 999 га орної землі. Тут вирощували зернові культури, розводили м'ясо-молочну худобу. За досягнуті успіхи в розвитку сільськогосподарського виробництва голова колгоспу Т.X.Щасливий нагороджений орденом Леніна.
Станом на 1970 рік населення становило 720 чоловік, у селі були школа, клуб, бібліотека, медичний пункт, швейна майстерня, будинок торгівлі.
12 червня 2020 року, відповідно до розпорядження Кабінету Міністрів України № 727-р «Про визначення адміністративних центрів та затвердження територій територіальних громад Хмельницької області», увійшло до складу Ганнопільської сільської територіальної громади
19 липня 2020 року, в результаті адміністративно-територіальної реформи та ліквідації Славутського району, село увійшло до складу новоутвореного Шепетівського району.

## Населення
Згідно з переписом УРСР 1989 року чисельність наявного населення села становила 545 осіб, з яких 239 чоловіків та 306 жінок.
За переписом населення України 2001 року в селі мешкала 441 особа.

### Мова
Розподіл населення за рідною мовою за даними перепису 2001 року:
| Мова       | Відсоток |
| ---------- | -------- |
| українська | 99,33 %  |
| російська  | 0,45 %   |
| інші       | 0,22 %   |

## Уродженці
- Ковальчук Юрій Анатолійович (1969—2015) — солдат Збройних сил України, учасник російсько-української війни з 2014)[9]
- Протоієрей Миколай Тучемський — ректор Волинської духовної семінарії в 1945–1959 роках.
- Овсійчук Володимир Антонович (1924—2016) — український мистецтвознавець. Педагог. Заслужений діяч мистецтв України. Доктор мистецтвознавства, професор.

## Символіка

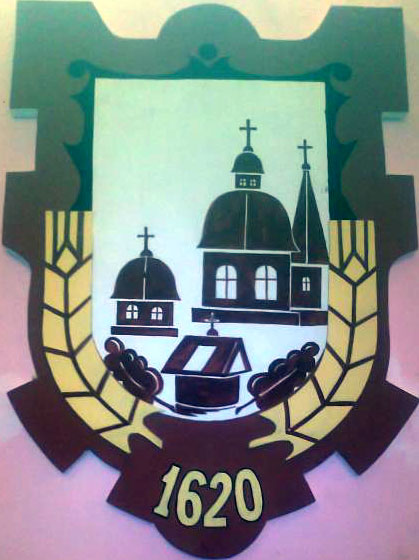
Старий варіант герба села

Затверджена 17 вересня 2015 року рішенням № 3 LVIII сесії сільської ради VI скликання.

### Герб
У лазуровому щиті з шиповидно перетятою зеленим і срібним базою виходить срібний лелека з крильми, розпростертими у вигляді сигля «М». В правому верхньому куті золотий уширений хрест. Щит вписаний у декоративний картуш і увінчаний золотою сільською короною. Унизу картуша напис «МАЛИЙ СКНИТ» і дата «1620».
Лелека у геральдиці є символом пильності, в Україні це один з найшанованіших птахів. В гербі він також символізує виникнення поселення серед болотистої місцевості на острові; крила птаха розпростерті у вигляді сигля «М» — першої літери назви села. Золотий хрест — символ християнства і водночас Волині. Корона означає статус населеного пункту. 1620 — рік першої писемної згадки про село.

### Прапор
Квадратне полотнище складається з трьох горизонтальних смуг — синьої, зеленої і білої у співвідношенні 10:1:1, зелена і біла розділені шиповидно. В центрі синьої смуги жовтий уширений хрест.